# Kvennaskólinn í Reykjavík

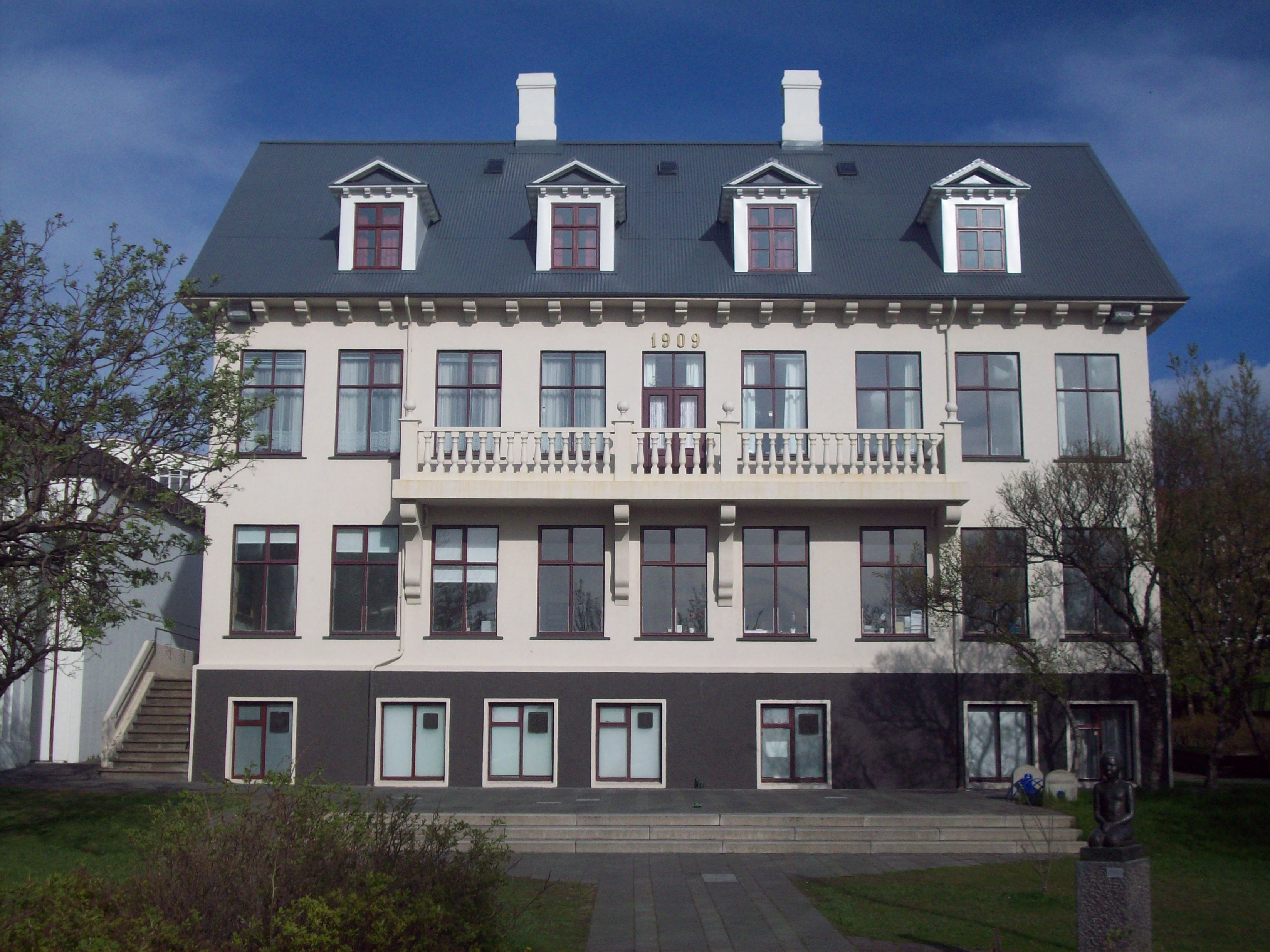
Kvennaskólinn í Reykjavík

Kvennaskólinn í Reykjavík är en isländsk gymnasieskola i Reykjavík, som grundades 1874. Den erbjuder en studentexamen i tre utbildningsprogram; sociologi, juridik och naturvetenskap. Skolan har cirka 650 elever och 55 anställda.
Skolan var ursprungligen en flickskola. Upptakten till inrättandet av skolan kan spåras till en adress som publiceras i tidningen Þjóðólfur 1871 och som undertecknades av 25 kvinnor, som efterlyste en skola för flickor. Reykjavik flickskola grundades sedan av paret Þóra Melsteð och Páll Melsted 1874, som hade både varit inblandade i att publicera artikeln. Det är därför en av de äldsta skolorna i landet. Den flyttade till nuvarande lokal 1909. Skolan blev samskola 1977 och gymnasieskola 1979. 